# Conclave del 1370
Il conclave del 1370 venne convocato a seguito della morte di papa Urbano V e si concluse con l'elezione di papa Gregorio XI, settimo ed ultimo pontefice della cattività avignonese.
Papa Urbano V morì il 19 dicembre 1370 ad Avignone: era stato il primo papa a tornare a Roma dal 1304, benché solo per un breve periodo di tempo, dal 1367 fino agli inizi del 1370, quando preferì tornare nella sede francese. Al momento della sua morte erano in vita venti cardinali, 16 dei quali presero parte al conclave:

## Lista dei cardinali presenti alla elezione:

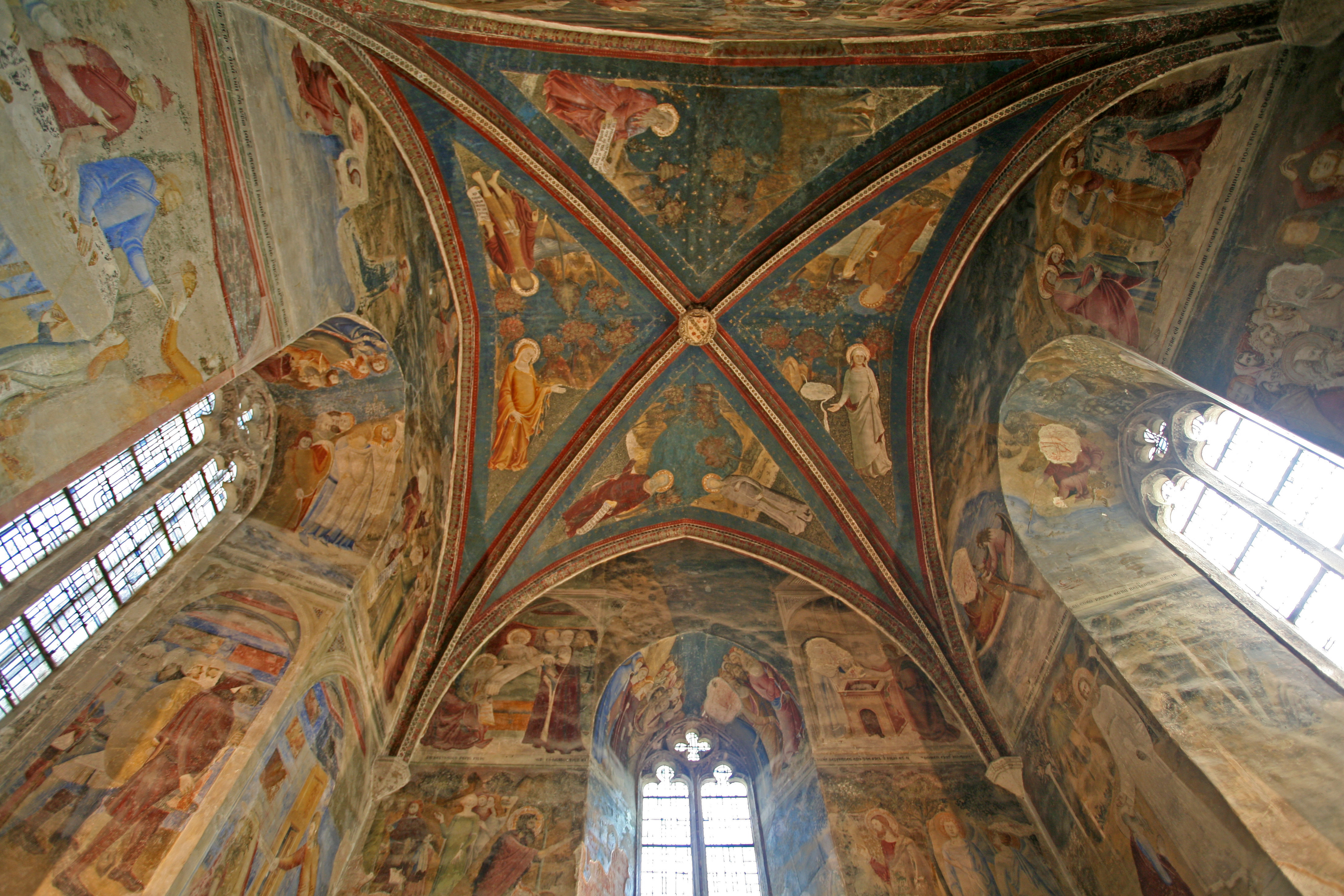
La cappella di San Giovanni nel Palazzo dei Papi di Avignone

## Lista dei cardinali presenti alla elezione:[1]
| Nome                                            | Paese                 | Titolo                                                                                  | Ruolo                                                                                                 | Nascita  | Concistoro |
| ----------------------------------------------- | --------------------- | --------------------------------------------------------------------------------------- | --- | -------- | ---------- |
| Guy de Boulogne                                 | Regno di Francia      | Cardinale vescovo di Porto e Santa Rufina e presbitero di San Crisogono e San Crisogono | Decano del Collegio cardinalizio; Legato pontificio in Spagna e a Lucca                               | 1313     | 20/09/1342 |
| Guillaume de la Sudrie, O.P.                    | Ducato di Guascogna   | Cardinale vescovo di Ostia e Velletri                                                   | Arcivescovo emerito di Marsiglia                                                                      | 1305 ca. | 18/09/1366 |
| Francesco Tebaldeschi                           | Stato Pontificio      | Cardinale presbitero di Santa Sabina                                                    | Canonico e Tesoriere del capitolo della cattedrale di Langres; Legato pontificio in Italia            | 1299 ca. | 22/09/1368 |
| Raymond de Canillac, C.R.S.A                    | Regno di Francia      | Cardinale vescovo di Palestrina                                                         | Arcivescovo emerito di Tolosa                                                                         | 1300 ca. | 17/12/1350 |
| Simon Langham, O.S.B.                           | Regno d'Inghilterra   | Cardinale presbitero di San Sisto                                                       | Arcivescovo metropolita di Canterbury; Lord cancelliere                                               | 1315     | 22/09/1368 |
| Pierre de Monteruc                              | Regno di Francia      | Cardinale presbitero di Sant'Anastasia                                                  | Vice-cancelliere di Santa Romana Chiesa                                                               |          | 23/12/1356 |
| Bernard du Bosquet                              | Regno di Francia      | Cardinale presbitero dei Santi XII Apostoli                                             | Arcivescovo emerito di Napoli; Cappellano di Sua Santità; Auditore delle Cause del Palazzo Apostolico | 1312     | 22/09/1368 |
| Jean de Blandiac                                | Regno di Francia      | Cardinale presbitero di San Marco                                                       | Vescovo emerito di Nimes                                                                              |          | 17/09/1361 |
| Gilles Aycelin de Montaigut                     | Regno di Francia      | Cardinale vescovo di Frascati                                                           | Cancelliere del Re di Francia; Vescovo emerito di Thérouanne                                          |          | 17/09/1361 |
| Guillaume d'Aigrefeuille le Jeune, O.S.B. Clun. | Regno di Francia      | Cardinale presbitero di Santo Stefano al Monte Celio                                    | Camerlengo del Collegio cardinalizio; Arcidiacono di Brabante e Berks                                 | 1339     | 12/05/1367 |
| Guillaume de la Jugée                           | Regno di Francia      | Cardinale diacono di Santa Maria in Cosmedin                                            | Legato pontificio emerito nel Regno di Castiglia                                                      | 1317     | 20/09/1342 |
| Pierre Roger de Beaufort                        | Regno di Francia      | Cardinale diacono di Santa Maria Nuova, nipote di Clemente VI                           | Cardinale protodiacono; Arciprete della Basilica di San Giovanni in Laterano; eletto papa             | 1330     | 29/05/1348 |
| Rinaldo Orsini                                  | Stato Pontificio      | Cardinale diacono di Sant'Adriano al Foro                                               | Arciprete della Basilica Vaticana; Abate commendatario di Nonantola                                   | 1295 ca. | 17/12/1350 |
| Étienne de Poissy                               | Regno di Francia      | Cardinale presbitero di Sant'Eusebio                                                    | Penitenziere Maggiore                                                                                 | 1325 ca. | 22/09/1368 |
| Pietro Corsini                                  | Repubblica di Firenze | Cardinale presbitero di San Lorenzo in Damaso                                           | Arcivescovo metropolita di Firenze                                                                    | 1335     | 07/06/1370 |
| Hugues de Saint-Martial                         | Regno di Francia      | Cardinale diacono di Santa Maria in Portico Octaviae                                    | Arcidiacono di Meath                                                                                  |          | 17/09/1361 |

## Assenti in conclave
| Nome                         | Paese            | Titolo                                            | Ruolo                                                                                 | Nascita  | Concistoro |
| ---------------------------- | ---------------- | ------------------------------------------------- | ------------------------------------------------------------------------------------- | -------- | ---------- |
| Anglic de Grimoard, C.R.S.A. | Regno di Francia | Cardinale vescovo di Albano                       | Legato Pontificio; Arcivescovo emerito di Avignone; governatore del Ducato di Spoleto | 1317 ca. | 18/09/1366 |
| Philippe de Cabassolle       | Regno di Francia | Cardinale vescovo di Sabina                       | Patriarca di Gerusalemme dei Latini; Rettore del Contado Venassino                    | 1305     | 22/09/1368 |
| Jean de Dormans              | Regno di Francia | Cardinale presbitero dei Santi Quattro Coronati   | Cancelliere di Re Carlo di Francia; Abate commendatario di Saint-Pierre de Préaux     | 1330 ca. | 22/09/1368 |
| Pierre d'Estaing, O.S.B.     | Regno di Francia | Cardinale presbitero di Santa Maria in Trastevere | Vicario generale degli Stati Pontifici; Arcivescovo metropolita di Bourges            | 1324 ca. | 07/06/1370 |

## L'elezione
I 18 cardinali presenti ad Avignone entrarono in conclave il 29 dicembre e nel primo ballottaggio avvenuto il giorno dopo il cardinale Pierre Roger de Beaufort, nipote di Clemente VI, protodiacono del Sacro Collegio, fu eletto all'unanimità: dopo un iniziale rifiuto accettò prendendo il nome di Gregorio XI. Il 2 gennaio 1371 fu ordinato vescovo ed il giorno seguente consacrato vescovo di Roma dal Decano del sacro Collegio ed incoronato dal nuovo protodiacono Rinaldo Orsini nella cattedrale di Avignone.